# Dr.-Dorothea-Erxleben-Kaserne
Die Dr.-Dorothea-Erxleben-Kaserne war eine NVA- und Bundeswehr-Kaserne in Halle (Saale). Sie wurde in den 1970ern erbaut und erhielt nach der Wende den Namen „Dr.-Dorothea-Erxleben-Kaserne“, benannt nach der ersten deutschen promovierten Ärztin Dorothea Christiane Erxleben. Sie war nach der Augusta-Kaserne die zweite von zwei Kasernen in Deutschland, die Namen von Frauen tragen.
Die inzwischen aufgegebene Kaserne liegt im nördlichen Stadtgebiet der Stadt Halle, im Stadtteil Heide-Nord/Blumenau, an der Nordstraße.

## Geschichte
Die Kaserne wurde ab 1972 von der Nationalen Volksarmee genutzt und wurde ursprünglich 1973 nach dem deutschen Kommunisten Otto Brosowski benannt. Bis zur Auflösung der NVA 1990 war dort die Führung und der Stab sowie Großteile der 11. Mot.-Schützendivision (NVA) untergebracht. Am 22. März 1984 wurde der französische Angehörige der Militärverbindungsmission Philippe Mariotti bei einer Aufklärungsfahrt tödlich verletzt. Ziel dieser Aufklärungsfahrt war die damalige Otto-Brosowski-Kaserne. Ab 1990 wurde die Kaserne bis 2007 durch das Sanitätsbataillon 131 (später zum Sanitätsregiment 13 und ab 2003 zum Sanitätsregiment 32 umgegliedert und im Juli 2003 nach Weißenfels verlegt), das Verteidigungsbezirkskommando 81 und das Heimatschutzbataillon 41 genutzt.
Eine weitere Kaserne unter gleichem Namen und als Außenstelle betrieben, lag im Stadtteil Trotha. Die Außenstelle wurde bereits im Jahr 2004 geschlossen. Dort waren das Lazarettregiment 77 und die Reserve Lazarett Gruppe 7701 Ausbildung untergebracht, welche nach Verlegung des Sanitätsregiments 32 an den Hauptstandort wechselt und dort ebenfalls aufgelöst wurden.
2007 wurden die Kaserne und das dazugehörige Gelände aufgegeben und zum Verkauf angeboten. Laut Bebauungsplan sollen vom neuen Eigentümer die alten Kasernengebäude abgerissen und ein hochwertiges Wohngebiet für Einfamilienhäuser geschaffen werden. Die Kaserne und das dazugehörige Gelände wurden im Mai 2010 von der Bundesanstalt für Immobilienaufgaben an einen unbekannten Käufer veräußert. Das Areal ist mittlerweile vollständig beräumt und bebaut. Lediglich Sporthalle und Sportplatz wurden erhalten und werden weiterhin durch lokale Sportvereine genutzt.
Im Jahr 2015 plante das Land Sachsen-Anhalt eine weitere zentrale Erstaufnahmestelle (ZASt) in den Kasernengebäuden der ehemaligen Außenstelle in Halle-Trotha einzurichten und dort bis zu 2000 Flüchtlinge unterzubringen. Die dortigen Gebäude wurden zwischenzeitlichen durch verschiedene Unternehmen genutzt. Nach Kritik des Landesrechnungshofs an den Vertragsmodalitäten und wegen fehlender Transparenz wurden die Pläne für eine ZASt in der ehemaligen Kaserne Anfang 2016 aufgegeben.

## Stationierte Truppenteile
Mit Stand 1990 waren folgende Truppenteile der 11. Mot.-Schützendivision (NVA) in der Kaserne stationiert:
- Führung und Stab 11. Mot.-Schützendivision
- Mot.-Schützenregiment 17 Fritz Weineck
- Panzerjägerabteilung 11 Hermann Vogt
- Nachrichtenbataillon 11 Otto Brosowski
- Bataillon Materielle Sicherstellung 11 Bernhard Koenen
- Instandsetzungsbataillon 11 Albert Funk
- Sanitätsbataillon 11